# 楊公翰
楊公翰（16世紀—1645年），字九翼，一字具臣，號培庵，應天府溧水縣人，明朝、南明政治人物。

## 生平
楊公翰是萬曆三十一年（1603年）癸卯科應天鄉試舉人，萬曆三十二年（1604年）聯捷進士，授行人，調任工部郎中；外任福建漳州府知府，任內拘捕海寇，解封山禁，便利人民。歷升江西湖東副使、福建興泉參政、江西按察使、右布政使、河南左布政使，在當地革除火耗，捐出公費。
弘光時，入朝任太僕寺卿，不久請求退休，歸鄉去世。

## 家族
曾祖楊道湘。祖父楊時薰。父楊脩。母俞氏。具慶下。弟公泰、公幹。娶夏氏。

## 引用
1. ↑  《万历三十二年甲辰科进士履历便览》：杨公翰 - 培庵，溧水人。戊寅八月十二日，癸卯科，工部政，本年授行人，己酉丁憂，辛亥補原职，癸丑升左司副，甲寅升司正，丙辰升工部郎中，丁巳升漳州知府，辛酉升江西副使，甲子升福建参政，乙丑升江西按察使，丁卯升右布政，己巳升河南左布政，辛未养病。
2. 1 2  錢海岳《南明史·卷三十二·列傳第八》：（楊）公翰，字培庵，溧水人。萬曆三十二年進士。授行人，遷工部員外郎，出為漳州知府。捕海寇，開封山禁，以利公諸民。
3. ↑  錢海岳《南明史·卷三十二·列傳第八》：（弘光）時先後為冏卿者，有陸獻明、楊公翰、李長春、席本楨、黃道立。……歷湖東副使、興泉參政、江西按察使、右布政使、河南左布政使，革火耗，捐公費。入為太僕卿。乞休歸卒。
4. ↑  《萬曆三十二年甲辰科進士登科錄》